# Национална алегорија
Национална алегорија, национална персонификација или национално оваплоћење је антропоморфна алегорија једне нације или народа. Најчешће је то приказ жене или неке особе важне за историју приказане нације односно народа. Национална алегорија чести је мотив у пропагандним цртежима у новинама или на плакатима који позивају на одбрану државе (као нпр. Ујка Сем) или славе њену величину.
Најраније националне алегорије у лику жене била су Минерва и Атина које су представљале Римско царство. Осим њих, Римљани су као израз националне независности користили и крилатицу „Сенат и народ Рима” (SPQR). Жене, као своју националну персонификацију, имају углавном европске државе и државе које су у историји били под утицајем Европе (САД. Међу њима, најпознатија националне алгорије су британска Британија, немачка Германија, ирска Хибернија, швајцарска Хелветија, пољска Полонија и америчка Колумбија.
Осим приказа жена, поједине државе своје националне алегорије имају у облику споменика, којег обично ословљавају са „Мајка” и именом своје домовине. Тако, Албанци своје национално оваплоћење називају Мајка Албанија, Јермени Мајка Јерменија, Бугари Мајка Бугарска, Швеђани Мајка Свеа и Финци Финска девица. Овакав начин називање присутно је код словенских и угро-финских народа.
Од осталих националних алегоријам најзаступљенији су мушкарци, најчешће народни јунаци или историјиски ликови, попут Швејка, Џона Була или Јураја Јаношика. 
Постоје и посебна обележја за одређене народе, па тако Филипинци узимају Филипинског орла, Мароканци Берберског лава, док се у Белгији узима картографски лик Leo Belgicus (Белгијски лав). Неке нације и народи, попут Израелаца и Аустралијанаца узимају стриповске јунаке. У овај круг држава спадају и Сједињене Државе (Капетан Америка) и Белгија (Тинтин).